# 朱维之
朱维之（1905年5月26日—1999年），也被称为W. T. Chu，是中国神学家和作家。他出生于浙江省温州的一个基督教家庭，自小便接受了新教信仰。朱以其在中国的圣经研究贡献而闻名，他于1941年出版的《基督教与文学》是最早研究基督教与文学关系的中国著作之一。此外，他还撰写了几篇关于基督教的文章，并出版了两部耶稣的传记，分别为《基督耶稣》（1948年）和《无产阶级的耶稣》（1950年）。晚年，他居住在上海和天津。

## 早年生活
朱维之于1905年5月26日出生在浙江省温州的一个村庄。他的父母是新教徒，朱自幼便接触到了基督教。他在中国内地会的寄宿学校完成了小学教育，1927年毕业于金陵神学院。朱既是一位民族主义者，也是一位虔诚的基督徒，他在大学时期不仅学习圣经——特别是旧约及其诗歌，还学习了李白、墨子和屈原等中国古代经典著作。14岁时，朱参与了五四运动，通过在学校反抗和“禁止焚烧日货”来表达自己的立场。1925年，他发表了第一篇从文学角度解读圣经的文章，题为《圣经与文学》。1927年，他加入了北伐军的总政治部，并在此期间接触到了《共产党宣言》，深受其影响。

## 职业生涯
朱维之在军队服役不到一年后离开，加入中华书局担任编辑和翻译。他随后在福建基督教大学教授中国新文学约五年时间，并在教学早期曾短暂居住于东京，就读于中央大学和早稻田大学。1941年，他的著作《基督教与文学》（基督教与文学）出版；这本书是中国最早探讨基督教与文学关系的出版物之一。1950年出版的《无产阶级的耶稣》是他继1948年出版的第一本耶稣传记《基督耶稣》之后的第二部传记。在书中，朱认为耶稣不仅是一个“真正的无产阶级”，因为他是木匠的儿子，还是一个“革命者和罗马帝国的敌人”。朱在上海大学讲学了16年，直到1952年被调往天津的南开大学。
在文化大革命期间，朱的圣经研究工作暂停，但他于1980年重新发表了两篇论文：希伯来文学简介–向旧约全书文学探险和《圣经》文学的地位和特质。1989年，朱的著作《圣经文学十二讲》出版，这是文化大革命后出版的第一本关于圣经的书籍。朱维之于1999年去世。

## 影响与遗产
玛丽安·加利克（Marián Gálik）称朱维之为“20世纪中国基督教文学研究及圣经研究之父”。罗曼·马雷克（Roman Malek）认为他是“将文学圣经重新引入中国的最重要学者之一”。刘萍指出，朱1980年的论文《希伯来文学简介》为“暂停了近三十年的旧约研究打开了一个缺口”。

### 引用
1. ↑  Chin 2015，第132頁.
2. ↑  Wang 2019，第2頁.
3. ↑  Wang 2019，第2–3頁.
4. 1 2 3 4  Wang 2019，第3頁.
5. ↑  Wang 2020，第435頁.
6. 1 2  Gálik 2019，第367頁.
7. ↑  Liu 2016，第254頁.
8. ↑  Gálik 2019，第368頁.
9. ↑  Wang 2019，第4頁.
10. ↑  Gálik 2019，第368–369頁.
11. ↑  Gálik 2019，第372頁.
12. ↑  Boer 2019，第200頁.
13. ↑  Malek 2017，第612頁.
14. ↑  Liu 2018，第1頁.

### 书目
- Boer, Roland. . Brill. 2019. ISBN 978-90-04-39477-3.
- Chin, Ken Pa. . Stasis. 2015, 3 (2): 132–144. ISSN 2310-3817.
- Gálik, Marián. . Asian & African Studies. 2019, 28 (2): 365–399.
- Liu, Ping.  (PDF). 20 April 2018  [2024-09-21]. （原始内容存档 (PDF)于2023-05-08）.
- Liu, Yan. . Chinese Journal of Theology. 2016, (45): 254–279.
- Malek, Roman. . Routledge. 2017. ISBN 978-1-351-56629-2.
- Wang, Zhixi. . Religions. 19 September 2019, 10 (9): 535  [2024-09-21]. doi:10.3390/rel10090535 . （原始内容存档于2024-09-21）.
- {{cite journal|title=Repressed Religious Modernity: Zhu Weizhi and the Rise of the Bible as Literature in Modern China, 1925–35|first=Zhixi|last=Wang|journal=Literature and Theology|date=10 December 2020|volume=34|number=4|pages=430–449|doi=10.1093/litthe/fraa016|url=https://www.deepdyve.com/lp/oxford